# Gårdsjötjärnen, Jämtland
Gårdsjötjärnen är en sjö i Bräcke kommun i Jämtland och ingår i Ljungans huvudavrinningsområde. Sjön har en area på 0,0734 kvadratkilometer och ligger 346,9 meter över havet.

## Delavrinningsområde
Gårdsjötjärnen ingår i det delavrinningsområde (698490-148619) som SMHI kallar för Utloppet av Gårdsjön. Medelhöjden är 388 meter över havet och ytan är 5,39 kvadratkilometer. Räknas de 6 avrinningsområdena uppströms in blir den ackumulerade arean 49,45 kvadratkilometer. Gårdsjöån som avvattnar avrinningsområdet har biflödesordning 4, vilket innebär att vattnet flödar genom totalt 4 vattendrag innan det når havet efter 179 kilometer. Avrinningsområdet består mestadels av skog (71 procent). Avrinningsområdet har 0,84 kvadratkilometer vattenytor vilket ger det en sjöprocent på 15,5 procent.